# Anisodes stollaria
Anisodes stollaria är en fjärilsart som beskrevs av William Schaus 1901. Anisodes stollaria ingår i släktet Anisodes och familjen mätare. Inga underarter finns listade i Catalogue of Life.